# Henry Ellis (2e vicomte Clifden)
Pour les articles homonymes, voir Henry Ellis.
Henry Welbore Agar-Ellis, 2e vicomte Clifden (22 janvier 1761 - 13 juillet 1836) est un homme politique et pair britannique.

## Biographie

### Vie privée
Il est le fils aîné de James Agar, 1er vicomte Clifden (fils de Henry Agar et d'Anne Ellis, fille de Welbore Ellis, évêque de Meath et sœur de Welbore Ellis, 1er baron Mendip) et de Lucia Martin, fille du colonel John Martin, de Dublin. 
Il est également le neveu de Charles Agar (1er comte de Normanton).
Son épouse décède au Palais de Blenheim en 1813 et le laisse veuf durant 23 ans.

### Vie publique

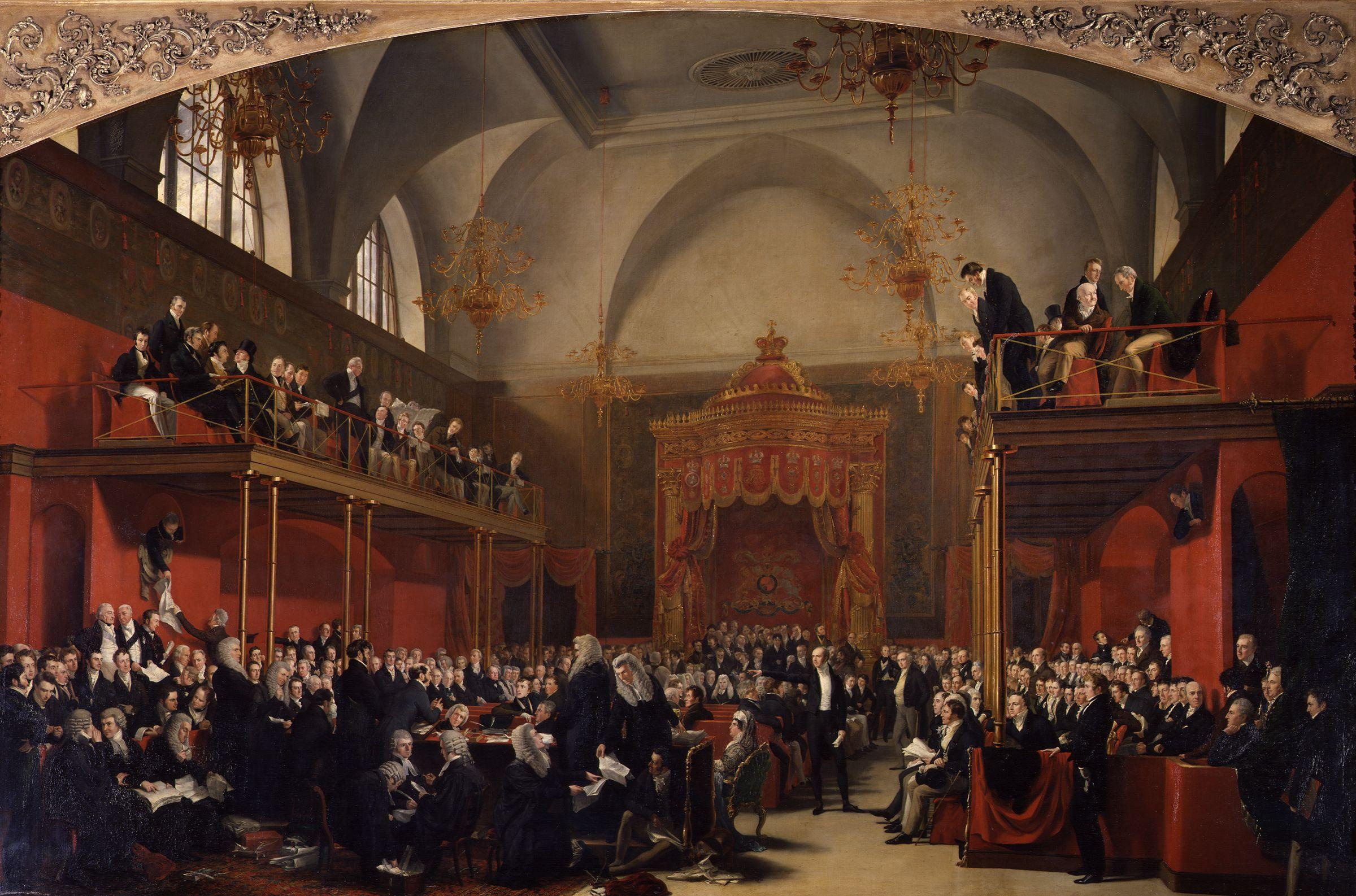
« Le procès de la reine Caroline» peint en 1820 (Sir George Hayter).

Il est élu à la Chambre des communes irlandaise pour Gowran et le comté de Kilkenny en 1783, mais choisit de siéger à ce dernier siège qu'il occupe jusqu'en 1789, lorsqu'il succède à son père à la vicomté irlandaise et entre à la Chambre des lords irlandaise. 
Il est nommé greffier du Conseil privé d'Irlande en 1785, poste qu'il occupe jusqu'en 1817 . En 1793, il est élu à la Chambre des communes britannique comme l'un des deux représentants de Heytesbury. 
Il succède à son grand-oncle, Lord Mendip, en tant que second baron Mendip en 1802. Comme c’est une pairie anglaise il est obligé de démissionner de la Chambre des communes et entre à la Chambre des lords. Deux ans plus tard, il prend sous licence royale le nom de famille d’Ellis au lieu de Agar.
Il est membre de la Society of Antiquaries of London.

## Famille
Il épouse, en 1756, Caroline Spencer (1763-1813), fille de George Spencer, 4e duc de Marlborough et de Caroline Russell. Ils ont deux enfants.
- Caroline Agar-Ellis (? - 1814), célibataire, sans enfants ;
- George Agar-Ellis, 1er baron Dover (14 janvier 1797 - 10 juillet 1833) épouse Georgiana Howard (10 mai 1804- 17 mars 1860), dont descendance[1].